# Pterocypsela laciniata
Pterocypsela laciniata là một loài thực vật có hoa trong họ Cúc. Loài này được (Houtt.) C.Shih miêu tả khoa học đầu tiên năm 1988.